# Попадьино (Дмитровский городской округ)
Попадьино — деревня в Дмитровском районе Московской области, в составе городского поселения Яхрома. Население — 32 чел. (2010). До 2006 года Попадьино входило в состав Подъячевского сельского округа.

## Расположение
Деревня расположена на юго-западе центральной части района, примерно в 7 км на юго-запад от города Яхромы, на суходоле, высота центра над уровнем моря 210 м. Ближайшие населённые пункты — Ольгово на севере, Мышенки на востоке и Гончарово на юго-западе.

## Население
| 2002 | 2006 | 2010 |
| ---- | ---- | ---- |
| 38   | ↘34  | ↘32  |